# NVIDIA
NVIDIA Corporation es una empresa de software y fabless que diseña unidades de procesamiento de gráficos (GPU), interfaz de programación de aplicaciones (API) para ciencia de datos y computación de alto rendimiento, así como unidades de sistema en chip (SoC) para la computación móvil y el mercado automotriz. NVIDIA es líder mundial en hardware y software de inteligencia artificial. Su línea profesional de GPU se utiliza en estaciones de trabajo para aplicaciones en campos como arquitectura, ingeniería y construcción, medios y entretenimiento, automoción, investigación científica y diseño de fabricación.
Además de la fabricación de GPU, NVIDIA proporciona una API llamada CUDA que permite la creación de programas paralelos masivos que utilizan GPU. Se implementan en sitios de supercomputación en todo el mundo. Más recientemente, se ha trasladado al mercado de la informática móvil, donde produce procesadores móviles Tegra para teléfonos inteligentes y tabletas, así como sistemas de navegación y entretenimiento para vehículos. Además de AMD, sus competidores incluyen Intel, Qualcomm y empresas aceleradoras de IA como Graphcore.
Las GPU de NVIDIA e utilizan para computación en la nube y supercomputadoras. NVIDIA amplió su presencia en la industria de los videojuegos con sus consolas de juegos portátiles Shield Portable, Shield Tablet y Shield TV y su servicio de videojuegos en la nube GeForce Now.
NVIDIA anunció planes el 13 de septiembre de 2020 para adquirir Arm de SoftBank, en espera de la aprobación regulatoria, por un valor de US$40 mil millones en acciones y efectivo, lo que sería la mayor adquisición de semiconductores hasta la fecha. SoftBank Group adquirirá algo menos del 10% de las acciones de NVIDIA y Arm mantendrá su sede en Cambridge.
El 7 de febrero de 2022, al enfrentarse a mayores obstáculos regulatorios, NVIDIA señaló que dejaría de adquirir Arm. El acuerdo, que habría sido el más grande jamás realizado en el sector de los chips, estaba valorado en 66,000 millones de dólares en el momento de su colapso.

## Historia
La empresa fue fundada el 5 de abril de 1993 por Jensen Huang (CEO a partir de 2022), un ingeniero eléctrico taiwanés que anteriormente fue director de CoreWare en LSI Logic y diseñador de microprocesadores en AMD; Chris Malachowsky, ingeniero que trabajó en Sun Microsystems; y Curtis Priem, quien anteriormente fue ingeniero senior y diseñador de chips gráficos en IBM y Sun Microsystems.
En 1993, los tres cofundadores creían que la dirección correcta para la próxima ola de computación era la computación acelerada o basada en gráficos porque podía resolver problemas que la computación de propósito general no podía. También observaron que los videojuegos eran simultáneamente uno de los problemas más desafiantes desde el punto de vista computacional y tendrían un volumen de ventas increíblemente alto. Los videojuegos se convirtieron en el volante de inercia de la empresa para llegar a grandes mercados y financiar una enorme investigación y desarrollo para resolver problemas informáticos masivos. Con 40,000 dólares en el banco, nació la compañía. Posteriormente, la compañía recibió 20 millones de dólares en fondos de capital de riesgo de Sequoia Capital y otros. NVIDIA inicialmente no tenía nombre y los cofundadores nombraron todos sus archivos NV, como "Next Version". La necesidad de incorporar la empresa llevó a los cofundadores a revisar todas las palabras con esas dos letras, llevándolos a "iNVIDIA", la palabra latina para "eNVIDIA". NVIDIA se hizo pública el 22 de enero de 1999.

### Lanzamientos y adquisiciones
El lanzamiento de RIVA TNT en 1998 solidificó la reputación de NVIDIA en el desarrollo de adaptadores de gráficos competentes. A finales de 1999, NVIDIA lanzó la GeForce 256 (NV10), sobre todo introduciendo la transformación e iluminación (T&L) integradas en el hardware 3D de nivel de consumidor. Funcionando a 120 MHz y con canalizaciones de cuatro píxeles, implementó aceleración de video avanzada, compensación de movimiento y combinación alfa de subimagen de hardware. La GeForce superó a los productos existentes por un amplio margen.
Debido al éxito de sus productos, NVIDIA ganó el contrato para desarrollar el hardware de gráficos para la consola de juegos Xbox de Microsoft, lo que le valió a NVIDIA un anticipo de $200 millones de dólares. Sin embargo, el proyecto alejó a muchos de sus mejores ingenieros de otros proyectos. A corto plazo, esto no importó, y la GeForce2 GTS se envió en el verano de 2000. En diciembre de 2000, NVIDIA llegó a un acuerdo para adquirir los activos intelectuales de su otrora rival 3dfx, un pionero en tecnología de gráficos 3D de consumo líder en el mercado. desde mediados de la década de 1990 hasta 2000. El proceso de adquisición finalizó en abril de 2002.
En julio de 2002, NVIDIA adquirió Exluna por una suma no revelada. Exluna creó herramientas de representación de software y el personal se fusionó con el proyecto Cg. En agosto de 2003, NVIDIA adquirió MediaQ por aproximadamente 70 millones de dólares. El 22 de abril de 2004, NVIDIA adquirió iReady, también proveedor de soluciones de descarga de TCP/IP e iSCSI de alto rendimiento. En diciembre de 2004, se anunció que NVIDIA ayudaría a Sony con el diseño del procesador de gráficos (RSX) en la consola de juegos PlayStation 3. El 14 de diciembre de 2005, NVIDIA adquirió ULI Electronics, que en ese momento suministraba piezas de puente sur de terceros para chipsets a ATI, el competidor de NVIDIA. En marzo de 2006, NVIDIA adquirió Hybrid Graphics. En diciembre de 2006, NVIDIA, junto con su principal rival en la industria gráfica AMD (que había adquirido ATI), recibió citaciones del Departamento de Justicia de Estados Unidos con respecto a posibles violaciones antimonopolio en la industria de tarjetas gráficas.
Forbes nombró a NVIDIA su Compañía del Año para 2007, citando los logros que logró durante dicho período, así como durante los cinco años anteriores. El 5 de enero de 2007, NVIDIA anunció que había completado la adquisición de PortalPlayer, Inc. En febrero de 2008, NVIDIA adquirió Ageia, desarrollador del motor de física PhysX y la unidad de procesamiento de física. NVIDIA anunció que planeaba integrar la tecnología PhysX en sus futuros productos de GPU.
En julio de 2008, NVIDIA realizó una amortización de aproximadamente $ 200 millones en sus ingresos del primer trimestre, luego de informar que ciertos chipsets móviles y GPU producidos por la compañía tenían "tasas de falla anormales" debido a defectos de fabricación. NVIDIA, sin embargo, no reveló los productos afectados. En septiembre de 2008, NVIDIA se convirtió en objeto de una demanda colectiva por los defectos, alegando que las GPU defectuosas se habían incorporado a ciertos modelos de portátiles fabricados por Apple Inc., Dell y HP. En septiembre de 2010, NVIDIA llegó a un acuerdo en el que reembolsaría a los propietarios de las computadoras portátiles afectadas las reparaciones o, en algunos casos, el reemplazo. El 10 de enero de 2011, NVIDIA firmó un acuerdo de licencia cruzada de $ 1.5 mil millones por seis años con Intel, poniendo fin a todos los litigios entre las dos compañías.
En noviembre de 2011, después de presentarlo inicialmente en el Mobile World Congress, NVIDIA lanzó su sistema Tegra 3 ARM en un chip para dispositivos móviles. NVIDIA afirmó que el chip presentaba la primera CPU móvil de cuatro núcleos. En mayo de 2011, se anunció que NVIDIA había acordado adquirir Icera, una empresa de fabricación de chips de banda base en el Reino Unido, por 367 millones de dólares. En enero de 2013, NVIDIA presentó Tegra 4, así como NVIDIA Shield, una consola de juegos portátil basada en Android que funciona con el nuevo sistema en chip. El 29 de julio de 2013, NVIDIA anunció que adquirió PGI de STMicroelectronics.
En 2014, NVIDIA transfirió los juegos de Valve Portal y Half Life 2 a su tableta NVIDIA Shield como Lightspeed Studio. Desde 2014, NVIDIA ha diversificado su negocio centrándose en tres mercados: juegos, electrónica automotriz y dispositivos móviles.

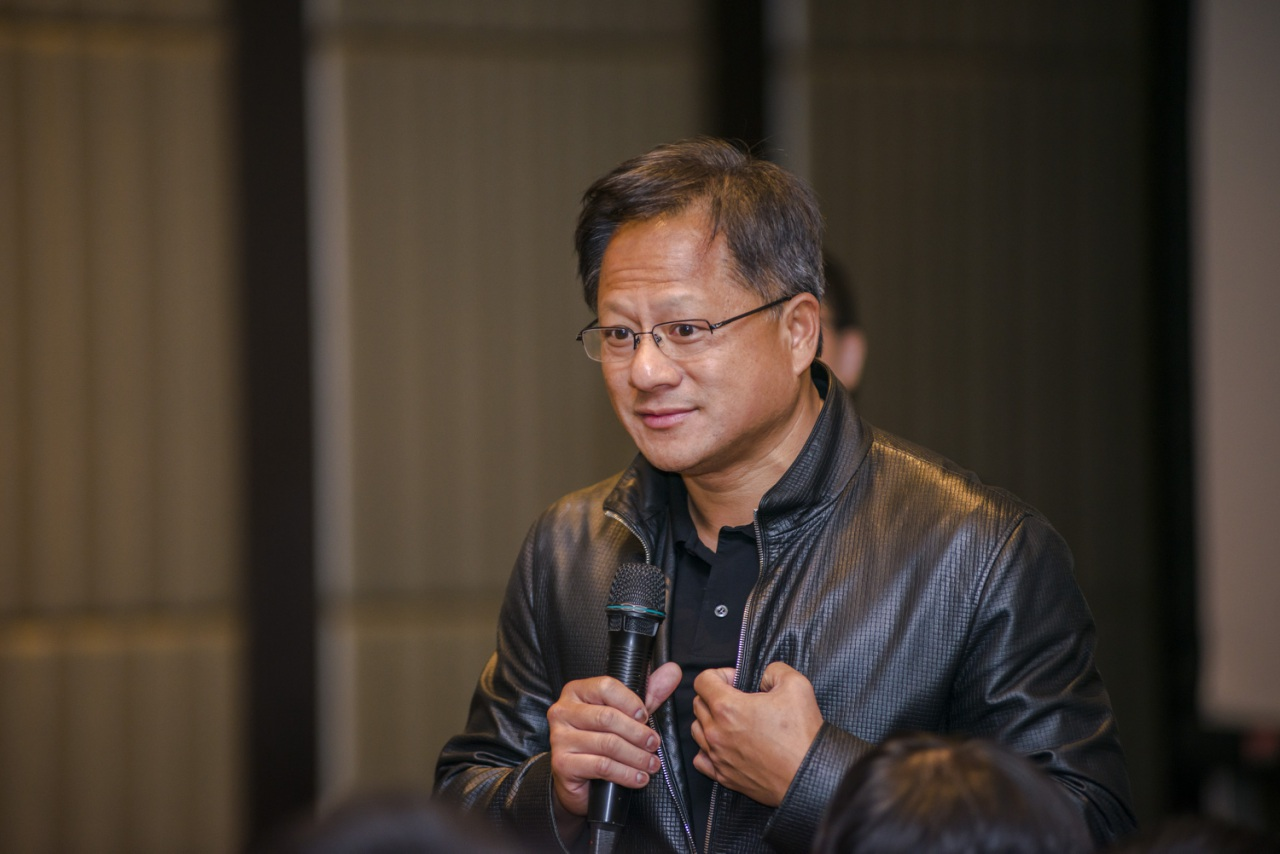
Jensen Huang en Computex Taipei 2016

El 6 de mayo de 2016, NVIDIA presentó las primeras GPU de la serie GeForce 10, las GTX 1080 y 1070, basadas en la nueva microarquitectura Pascal de la empresa. NVIDIA afirmó que ambos modelos superaron a su modelo Titan X basado en Maxwell; los modelos incorporan memoria GDDR5X y GDDR5 respectivamente, y utilizan un proceso de fabricación de 16 nm. La arquitectura también es compatible con una nueva función de hardware conocida como multiproyección simultánea (SMP), que está diseñada para mejorar la calidad del renderizado de realidad virtual y multimonitor. Las computadoras portátiles que incluyen estas GPU y son lo suficientemente delgadas (a fines de 2017, menos de 0,8 pulgadas (20 mm)) han sido designadas como que cumplen con el estándar de diseño "Max-Q" de NVIDIA .
En julio de 2016, NVIDIA llegó a un acuerdo por una demanda por publicidad falsa con respecto a su modelo GTX 970, ya que los modelos no podían usar todos los 4 GB de RAM anunciados debido a las limitaciones del diseño de su hardware. En mayo de 2017, NVIDIA anunció una asociación con Toyota que utilizará la plataforma de inteligencia artificial de la serie Drive PX de NVIDIA para sus vehículos autónomos. En julio de 2017, NVIDIA y el gigante de búsqueda chino Baidu anunciaron una asociación de inteligencia artificial de gran alcance que incluye computación en la nube, conducción autónoma, dispositivos de consumo y el marco de trabajo de inteligencia artificial de código abierto de Baidu, PaddlePaddle. Baidu reveló que Drive PX 2 AI de NVIDIA será la base de su plataforma de vehículos autónomos.
NVIDIA lanzó oficialmente Titan V el 7 de diciembre de 2017.
NVIDIA lanzó oficialmente la NVIDIA Quadro GV100 el 27 de marzo de 2018. NVIDIA lanzó oficialmente las GPU RTX 2080 el 27 de septiembre de 2018. En 2018, Google anunció que las tarjetas gráficas Tesla P4 de NVIDIA se integrarían en la inteligencia artificial del servicio Google Cloud.
En mayo de 2018, en el foro de usuarios de NVIDIA, se inició un hilo solicitando a la empresa que actualizara a los usuarios cuando lanzarían controladores web para sus tarjetas instaladas en máquinas Mac Pro heredadas hasta mediados de 2012 5,1 con macOS Mojave sistema operativo 10.14. Se requieren controladores web para habilitar la aceleración de gráficos y las capacidades de múltiples monitores de pantalla de la GPU. En su sitio web de información de actualización de Mojave, Apple declaró que macOS Mojave se ejecutaría en máquinas heredadas con tarjetas gráficas 'compatibles con Metal' y enumeraban GPU compatibles con Metal, incluidas algunas fabricadas por NVIDIA. Sin embargo, esta lista no incluía tarjetas compatibles con Metal que actualmente funcionan en macOS High Sierra usando controladores web desarrollados por NVIDIA. En septiembre, NVIDIA respondió: "Apple controla completamente los controladores para Mac OS. Pero si Apple lo permite, nuestros ingenieros están listos y ansiosos por ayudar a Apple a ofrecer excelentes controladores para Mac OS 10.14 (Mojave)". En octubre, NVIDIA siguió este con otro anuncio público, "Apple controla completamente los controladores para Mac OS. Desafortunadamente, NVIDIA actualmente no puede lanzar un controlador a menos que sea aprobado por Apple", lo que sugiere una posible ruptura entre las dos compañías. En enero de 2019, sin señales de que los controladores web fueran habilitados, Apple Insider intervino en la controversia con la afirmación de que la administración de Apple "no quiere compatibilidad con NVIDIA en macOS". El mes siguiente, Apple Insider continuó con otra afirmación de que el soporte de NVIDIA se abandonó debido a "problemas relacionales en el pasado", y que Apple estaba desarrollando su propia tecnología de GPU. Sin los controladores web de NVIDIA aprobados por Apple, los usuarios de Apple deben reemplazar sus tarjetas NVIDIA con una marca compatible de la competencia, como AMD Radeon de la lista recomendada por Apple.
El 11 de marzo de 2019, NVIDIA anunció un acuerdo para comprar Mellanox Technologies por $6900 millones para expandir sustancialmente su presencia en el mercado de la computación de alto rendimiento. En mayo de 2019, NVIDIA anunció nuevas computadoras portátiles RTX Studio. Los creadores dicen que la nueva computadora portátil será siete veces más rápida que una MacBook Pro de gama alta con un Core i9 y gráficos Radeon Pro Vega 20 de AMD en aplicaciones como Maya y RedCine-X Pro. En agosto de 2019, NVIDIA anunció Minecraft RTX, un parche oficial desarrollado por NVIDIA para el juego Minecraft que agrega el trazado de rayos DXR en tiempo real exclusivamente a la versión de Windows 10 del juego. Todo el juego es, en palabras de NVIDIA, "reacondicionado" con trazado de ruta, lo que afecta drásticamente la forma en que funcionan la luz, los reflejos y las sombras dentro del motor.
En mayo de 2020, los principales científicos de NVIDIA desarrollaron un ventilador de código abierto para abordar la escasez resultante de la pandemia mundial de coronavirus. El 14 de mayo de 2020, NVIDIA anunció oficialmente su microarquitectura de GPU Ampere y el acelerador de GPU NVIDIA A100. En julio de 2020, se informó que NVIDIA estaba en conversaciones con SoftBank para comprar Arm, un diseñador de chips con sede en el Reino Unido, por $32 mil millones.
El 1 de septiembre de 2020, NVIDIA anunció oficialmente la serie GeForce 30 basada en la nueva microarquitectura Ampere de la empresa.
El 13 de septiembre de 2020, se anunció que NVIDIA compraría Arm a SoftBank Group por $ 40 mil millones, sujeto al escrutinio habitual, y este último retendría una participación del 10% en NVIDIA.
En octubre de 2020, NVIDIA anunció su plan para construir la computadora más poderosa en Cambridge, Inglaterra. Nombrada Cambridge-1, la computadora empleará IA para respaldar la investigación de atención médica, y se espera que finalice a fines de 2020, a un costo de aproximadamente £ 40 millones. Según Jensen Huang, "La supercomputadora Cambridge-1 servirá como un centro de innovación para el Reino Unido y promoverá el trabajo innovador que realizan los investigadores de la nación en el descubrimiento de fármacos y atención médica crítica".
También en octubre de 2020, junto con el lanzamiento de NVIDIA RTX A6000, NVIDIA anunció que retirará su marca de GPU para estaciones de trabajo Quadro, cambiando el nombre del producto a NVIDIA RTX para futuros productos y la fabricación se basará en la arquitectura NVIDIA Ampere.
En agosto de 2021, la adquisición propuesta de Arm Holdings se estancó después de que la Autoridad de Mercados y Competencia del Reino Unido planteara "preocupaciones importantes sobre la competencia". En octubre de 2021, la Comisión Europea abrió una investigación de competencia sobre la adquisición. La Comisión declaró que la adquisición de NVIDIA podría restringir el acceso de los competidores a los productos de Arm y proporcionar a NVIDIA demasiada información interna sobre sus competidores debido a sus acuerdos con Arm. SoftBank (la empresa matriz de Arm) y NVIDIA anunciaron a principios de febrero de 2022 que "habían acordado no seguir adelante con la transacción 'debido a importantes desafíos regulatorios'". Está previsto que la investigación finalice el 15 de marzo de 2022. Ese mismo mes, NVIDIA supuestamente se vio comprometida por un ciberataque. El ataque coincidió con la invasión rusa de Ucrania en 2022, aunque no hay indicios de que el ataque proviniera de Rusia o de piratas informáticos rusos.
En marzo de 2022, el director ejecutivo de NVIDIA, Jensen Huang, mencionó que están abiertos a que Intel fabrique sus chips en el futuro. Esta fue la primera vez que la empresa mencionó que trabajaría junto con los próximos servicios de fundición de Intel.
En abril de 2022, se informó que NVIDIA planeaba abrir un nuevo centro de investigación en Ereván, Armenia.
En septiembre de 2022, NVIDIA anunció su chip de grado automotriz de última generación, Drive Thor.
Siguiendo las regulaciones del Departamento de Comercio de Estados Unidos que impusieron un embargo a las exportaciones a China de microchips avanzados, que entraron en vigencia en octubre de 2022, NVIDIA vio cómo se agregó su chip de centro de datos a la lista de control de exportaciones. El mes siguiente, la empresa presentó un nuevo chip avanzado en China, denominado GPU A800, que cumplía con las normas de control de exportaciones.
En septiembre de 2023, Getty Images anunció que se asociaría con NVIDIA para lanzar Generative AI by Getty Images, una nueva herramienta que permite a las personas crear imágenes utilizando la biblioteca de fotografías con licencia de Getty. Getty utilizará el modelo Edify de NVIDIA, que está disponible en la biblioteca de modelos de IA generativa Picasso de NVIDIA.
En octubre de 2023, se informó que NVIDIA había comenzado silenciosamente a diseñar unidades de procesamiento central (CPU) basadas en ARM para el sistema operativo Windows de Microsoft con el objetivo de comenzar a venderlas en 2025.

## Finanzas
Las acciones de NVIDIA cotizaban a más de 159.09 dólares por acción, y su capitalización bursátil estaba valorada en más de 391,360 millones de dólares en enero de 2023.
| Año  | Ingresos en millones USD | Ingreso neto en millones USD | Activos totales en millones USD | Precio por acción en USD | Empleados |
| ---- | ------------------------ | ---------------------------- | ------------------------------- | ------------------------ | --------- |
| 2005 | 2,010                    | 89                           | 1,629                           | 8.81                     | 2,101     |
| 2006 | 2,376                    | 301                          | 1,955                           | 16.76                    | 2,737     |
| 2007 | 3,069                    | 449                          | 2,675                           | 25.68                    | 4,083     |
| 2008 | 4,098                    | 798                          | 3,748                           | 14.77                    | 4,985     |
| 2009 | 3,425                    | −30                          | 3,351                           | 10.97                    | 3,772     |
| 2010 | 3,326                    | −68                          | 3,586                           | 12.56                    | 5,706     |
| 2011 | 3,543                    | 253                          | 4,495                           | 15.63                    | 6,029     |
| 2012 | 3,998                    | 581                          | 5,553                           | 12.52                    | 5,042     |
| 2013 | 4,280                    | 563                          | 6,412                           | 13.38                    | 7,974     |
| 2014 | 4,130                    | 440                          | 7,251                           | 17.83                    | 6,384     |
| 2015 | 4,682                    | 631                          | 7,201                           | 23.20                    | 6,384     |
| 2016 | 5,010                    | 614                          | 7,370                           | 53.33                    | 9,227     |
| 2017 | 6,910                    | 1,666                        | 9,841                           | 149.38                   | 10,299    |
| 2018 | 9,714                    | 3,047                        | 11,241                          | 245.75                   | 11,528    |
| 2019 | 11,716                   | 4,141                        | 13,292                          | 174.59                   | 13,277    |
| 2020 | 10,918                   | 2,796                        | 17,315                          | 395.63                   | 13,775    |
| 2021 | 16,675                   | 4,332                        | 28,791                          | 293.84                   | 18,975    |
| 2022 | 26,914                   | 9,752                        | 44,187                          | 146.14                   | 22,473    |
| 2023 | 26,974                   | 4,368                        | 41,182                          | 495.22                   | 26,196    |

## Familia de productos
La familia de NVIDIA incluye gráficos, comunicación inalámbrica, procesadores de PC y hardware/software automotriz.
Algunas familias se enumeran a continuación:
- GeForce, productos de procesamiento de gráficos orientados al consumidor
- NVIDIA RTX, productos profesionales de procesamiento de gráficos de computación visual (reemplazando a Quadro)
- NVS, solución de gráficos empresariales multipantalla
- Tegra, un sistema en una serie de chips para dispositivos móviles
- Tesla, GPU dedicada de propósito general para aplicaciones de generación de imágenes de alta gama en campos profesionales y científicos
- nForce, un chipset de placa base creado por NVIDIA para microprocesadores Intel (Celeron, Pentium y Core 2) y AMD (Athlon y Duron)
- NVIDIA GRID, un conjunto de hardware y servicios de NVIDIA para la virtualización de gráficos
- NVIDIA Shield, una gama de hardware para juegos que incluye Shield Portable, Shield Tablet y, más recientemente, Shield TV.
- NVIDIA Drive, una gama de productos de hardware y software para diseñadores y fabricantes de vehículos autónomos. La serie Drive PX es una plataforma informática de alto rendimiento destinada a la conducción autónoma a través del aprendizaje profundo,[91] mientras que Driveworks es un sistema operativo para automóviles sin conductor.[92]
- NVIDIA BlueField, una gama de unidades de procesamiento de datos, inicialmente heredada de su adquisición de Mellanox Technologies.[93][94]
- CPU de clase NVIDIA Datacenter/Server, con nombre en código NVIDIA Grace, disponible en 2023.[95][96]

## Chips gráficos comerciales

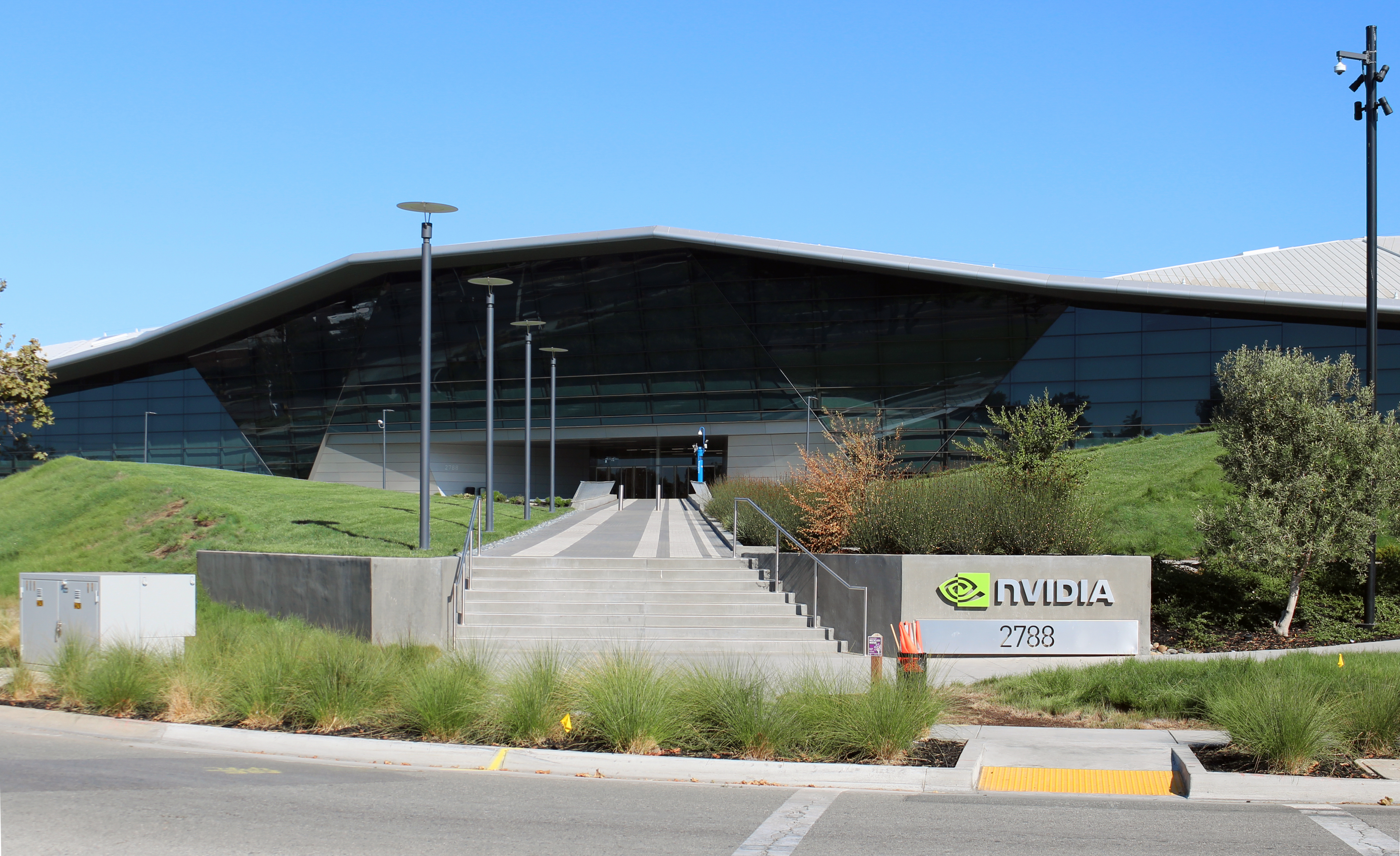
Cuartel General de NVIDIA en Santa Clara, California.

Primeros procesadores gráficos de NVIDIA. 
- NV1
- RIVA 128, RIVA 128ZX
- VANTA LT, RIVA TNT, RIVA TNT 2

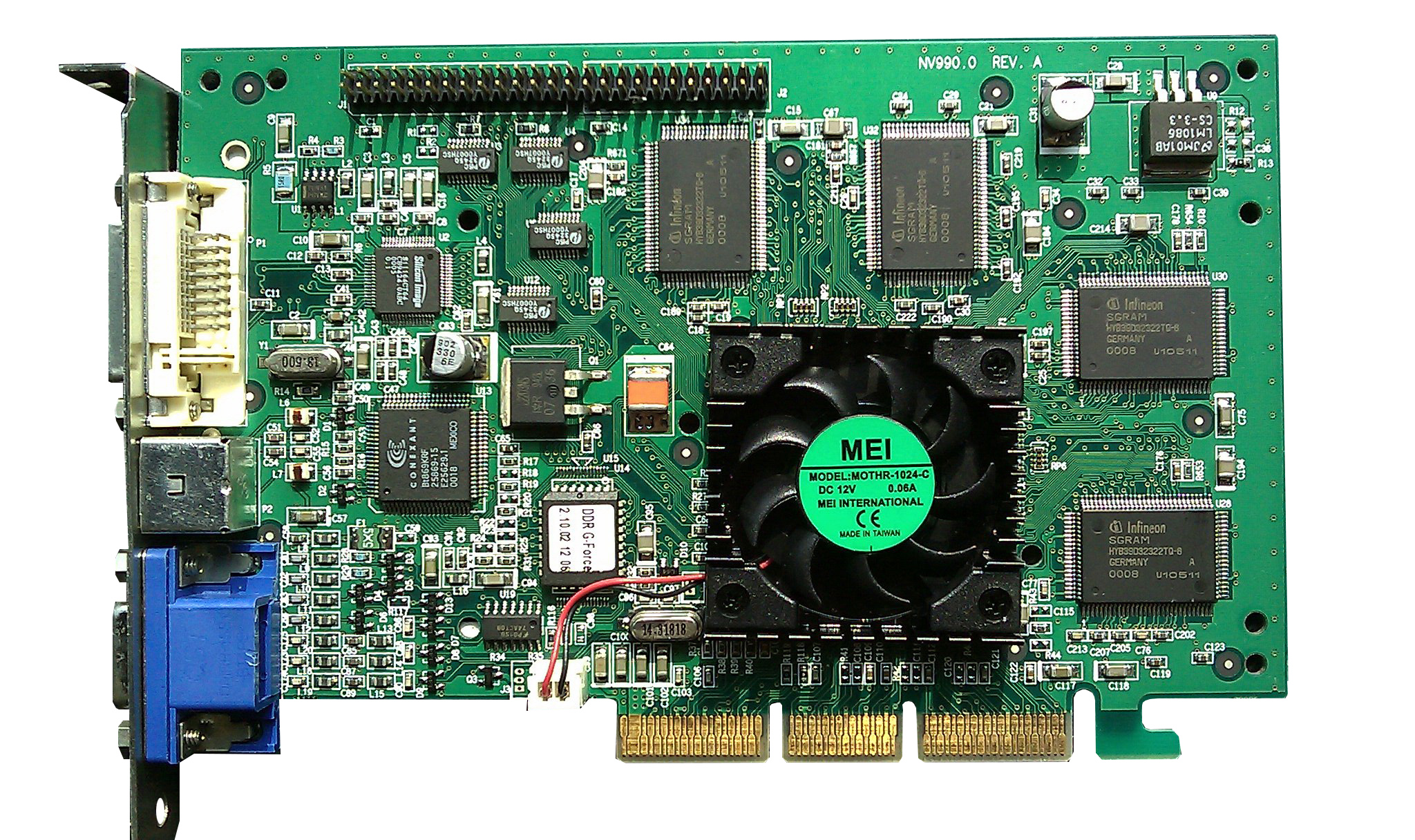
VisionTek GeForce 256.

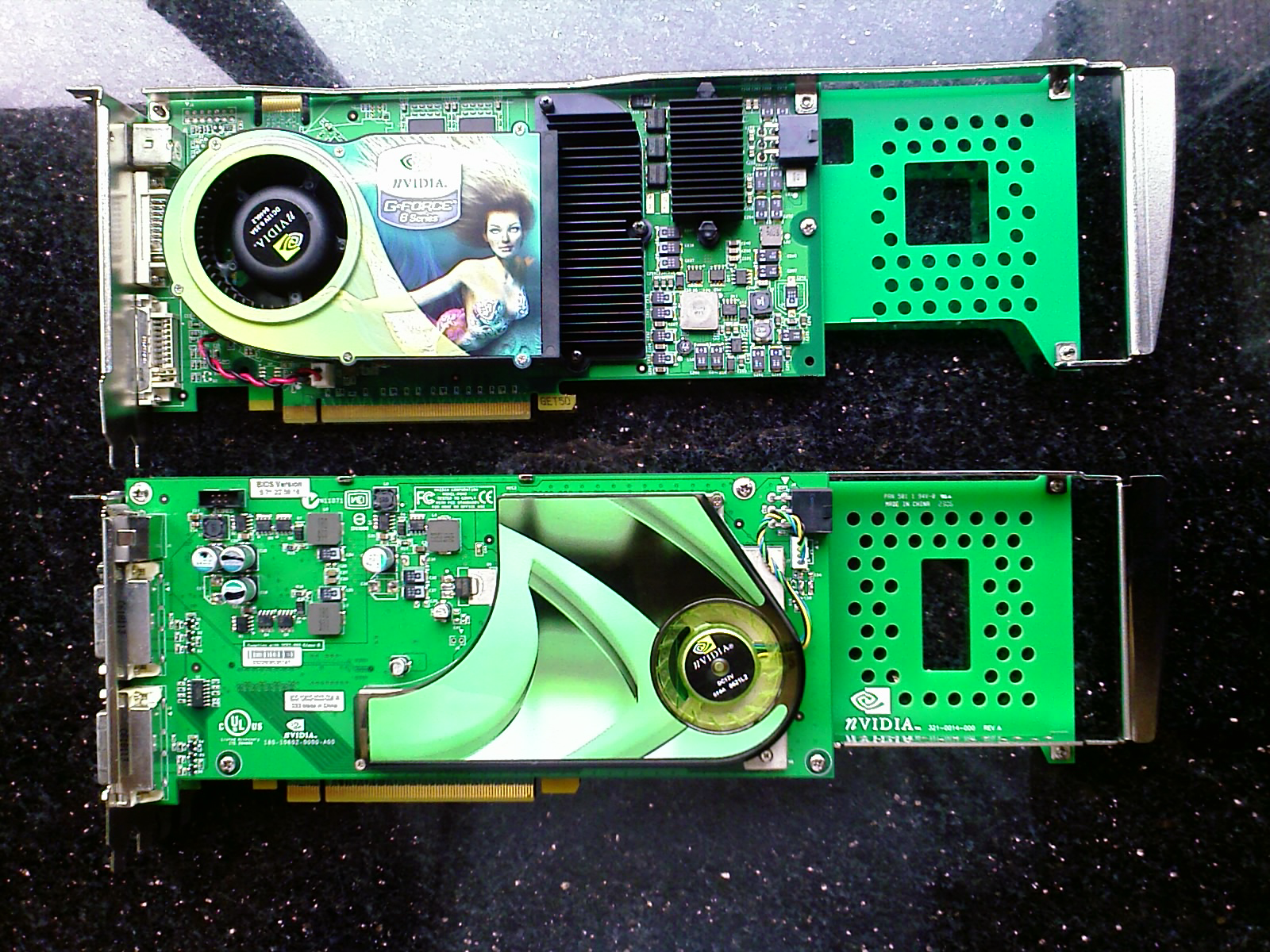
GeForce 6800 Ultra & GeForce 7950 GX2.

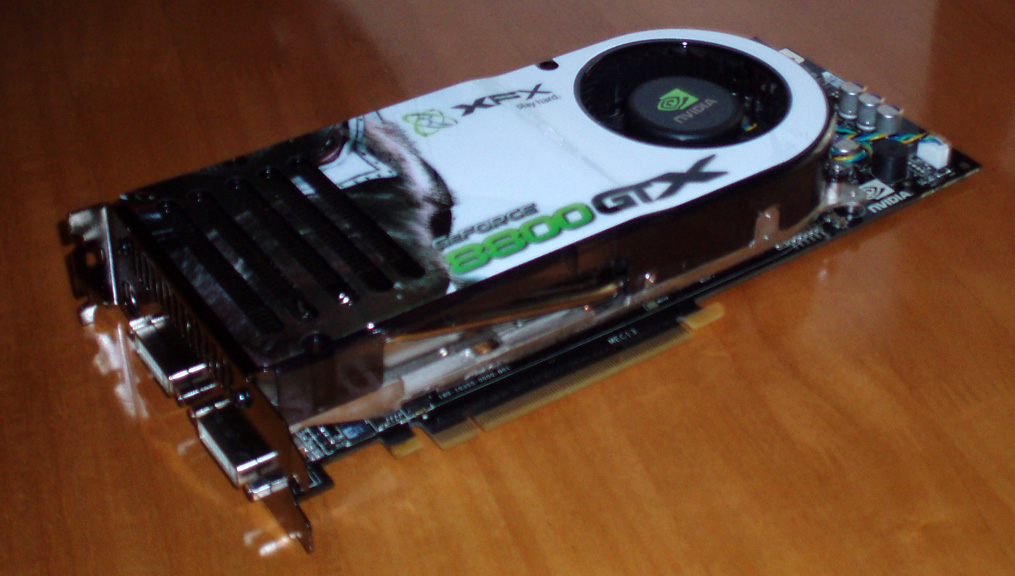
NVIDIA GeForce 8800 GTX.

A partir de la serie GeForce, los chips se ocupan prácticamente de todo el proceso gráfico, constituyendo lo que NVIDIA nombró GPU (Graphic Processing Unit - Unidad de proceso gráfico).
- GeForce Series
  - GeForce 256
  - GeForce 2: MX 200, MX 400, GTS, Pro, Ti y Ultra.
  - GeForce 3: Ti 200 y Ti 500.
  - GeForce 4: MX 420, MX 440, MX 460, Ti 4200, Ti 4400, Ti 4600 y Ti 4800.
  - GeForce FX (5): (DirectX 8.0, 8.1 o últimamente 9.0b por hardware) compuesta por los modelos FX 5950 Ultra, FX 5900, FX 5800, FX 5700, FX 5600, FX 5500, FX 5300 y FX 5200.
  - GeForce 6: (DirectX 9.0c por hardware) compuesta por los modelos 6800 Ultra, 6800 GT, 6800, 6600 GT, 6600, 6500, 6200, 6150 y 6100 (AGP).
  - GeForce 7: (DirectX 9.0c por hardware) compuesta por los modelos 7950 GX2, 7950 GT, 7900 GTX, 7900 GTO, 7900 GT, 7900 GS, 7800 GTX, 7800 GT, 7800 GS, 7600 GT, 7600 GS, 7500 LE, 7300 GT, 7300 GS, 7300 LE, 7100 GS y 7025 GT.
  - GeForce 8: (DirectX 10.0 por hardware) compuesta por los modelos 8800 Ultra, 8800 GTX, 8800 GTS, 8800 GT, 8800 GS, 8600 GTS, 8600 GT, 8500 GT y 8400 GS.
  - GeForce 9: (DirectX 10.0 por hardware) compuesta por los modelos 9300 GS, 9400 GT, 9500 GT, 9600 GSO, 9600 GSO 512, 9600 GT Green Edition, 9600 GT, 9800 GT Green Edition, 9800 GT, 9800 GTX, 9800 GTX+ y 9800 GX2.
  - GeForce 200: (DirectX 10 y 10.1 por hardware) compuesta por los modelos GT 220, GT 240, GTS 240, GTS 250, GTX 260, GTX 275, GTX 280, GTX 285 y GTX 295.
  - GeForce 300: (DirectX 10.1 por hardware y DirectX 11 por Software) Es la serie GT 200 pero mejorada, menor consumo, menos tamaño de fabricación (Menos de los 55 nanómetros de las GT 200).
  - GeForce 400: (DirectX 11.0 por hardware) Arquitectura de nombre en clave "Fermi", compuesta temporalmente por los modelos GT 420, GT 430, GT 440, GTS 450, GTX 460, GTX 465, GTX 470 y GTX 480.
  - GeForce 500: GT 520, GTX 550 Ti, GTX 560 SE, GTX 560, GTX 560 Ti, GTX 570, GTX 580 y GTX 590.
  - GeForce 600: (arquitectura nombre en clave Kepler, salvo modelos 610, 620 y 630 basados en Fermi) GT 610, GT 620, GT 630, GT 640, GTX 650, GTX 650 Ti, GTX 650 Ti BOOST, GTX 660, GTX 660 Ti, GTX 670, GTX 680, GTX 690, GT 740.
  - GeForce 700: (arquitectura Kepler mejorada, salvo los modelos 750 y 750 Ti basados en la arquitectura Maxwell) GT 730, GTX 750, GTX 750Ti, GTX 760, GTX 770, GTX 780, GTX 780 Ti, GTX TITAN, GTX TITAN Black y GTX TITAN Z.
  - GeForce 900: (arquitectura nombre en clave Maxwell) GTX 950, GTX 960, GTX 970, GTX 980, GTX 980Ti y GTX TITAN X.
  - GeForce 10: (arquitectura nombre en clave Pascal) GT 1030, GTX 1050, GTX 1050 Ti, GTX 1060, GTX 1070, GTX 1070 Ti, GTX 1080, GTX 1080Ti, TITAN X (Arquitectura Pascal) y TITAN Xp.
  - GeForce 20: (arquitectura nombre en clave Turing) GTX 1630, GTX 1650, GTX 1650 Super, GTX 1660, GTX 1660 Super, GTX 1660Ti, RTX 2060, RTX 2060 Super, RTX 2070, RTX 2070 Super, RTX 2080, RTX 2080 Super, RTX 2080 Ti y TITAN RTX.
  - Geforce 30: (arquitectura nombre en clave Ampere) RTX 3050, RTX 3050 Ti, RTX 3060, RTX 3060 Ti, RTX 3070, RTX 3070 Ti, RTX 3080, RTX 3080 Ti, RTX 3090 y RTX 3090 Ti.
  - Geforce 40: (arquitectura nombre en clave Ada Lovelace) RTX 4060, RTX 4060 TI, RTX 4070, RTX 4070 SUPER, RTX 4070 TI, RTX 4070 TI SUPER, RTX 4080, RTX 4080 SUPER y RTX 4090

## Chips gráficos para uso profesional y científico

### Quadro
NVIDIA Quadro es una serie de tarjetas gráficas profesionales diseñadas para uso en aplicaciones de diseño y creación, como el modelado 3D, la animación, la visualización de datos y la edición de video. Estas tarjetas están optimizadas para brindar un rendimiento superior y una mayor precisión en comparación con las tarjetas gráficas de juego comunes. Algunas de las características importantes de las tarjetas NVIDIA Quadro incluyen:
- Compatibilidad con una amplia variedad de aplicaciones de diseño y creación, como Autodesk Maya, SolidWorks y Adobe Premiere.
- Soporte para tecnologías de visualización avanzadas como GPU-accelerated ray tracing, deep learning y VR.
- Soporte para varios monitores para una experiencia de visualización más amplia.
- Diseño de refrigeración de bajo ruido para un ambiente de trabajo tranquilo.

### Tesla
NVIDIA Tesla es una serie de tarjetas de procesamiento de alto rendimiento diseñadas para uso en aplicaciones de alta computación, como la ciencia de datos, la inteligencia artificial (IA) y el aprendizaje automático (ML). Estas tarjetas están optimizadas para brindar un rendimiento extremadamente alto en tareas de procesamiento paralelo y se utilizan en sistemas de computación de alta potencia, como supercomputadoras y servidores de centros de datos. Algunas de las características importantes de las tarjetas NVIDIA Tesla incluyen:
- Compatibilidad con una amplia variedad de aplicaciones de alta computación, como TensorFlow, CUDA y OpenCL.
- Soporte para tecnologías de procesamiento paralelo avanzadas como CUDA Cores y Tensor Cores.
- Diseño de refrigeración de bajo ruido para un ambiente de trabajo tranquilo.
- Es especialmente optimizadas para aplicaciones de inteligencia artificial y aprendizaje automático, y son utilizadas en sistemas de alta computación y centros de datos.

### NVS
NVIDIA NVS (NVIDIA Professional Visualization Solutions) es una línea de tarjetas gráficas profesionales diseñadas para uso en entornos de trabajo, como oficinas y salas de conferencias. Estas tarjetas están optimizadas para brindar un rendimiento de gráficos de alta calidad y una compatibilidad con varios monitores para una experiencia de visualización más amplia. Algunas de las características importantes de las tarjetas NVIDIA NVS incluyen:
- Compatibilidad con una amplia variedad de aplicaciones de visualización de datos, como Microsoft Office, Adobe Photoshop y Autodesk AutoCAD.
- Soporte para tecnologías de visualización avanzadas como NVIDIA Mosaic y NVIDIA nView.
- Diseño de refrigeración de bajo ruido para un ambiente de trabajo tranquilo.
- Permite conectar varios monitores a una sola tarjeta, lo que permite una visualización más amplia y una mayor productividad.

### GRID
NVIDIA GRID son tarjetas gráficas especialmente diseñadas para ser utilizadas en entornos de virtualización de escritorio. Estas tarjetas están optimizadas para brindar un rendimiento gráfico de alta calidad en ambientes de escritorio remoto y virtual, lo que permite a los usuarios acceder a aplicaciones y contenido gráfico de alta intensidad desde cualquier lugar y en cualquier dispositivo. Algunas de las características más importantes de las tarjetas gráficas NVIDIA GRID incluyen:
- Compatibilidad con varios usuarios: las tarjetas gráficas NVIDIA GRID son capaces de soportar varios usuarios simultáneamente, lo que permite a los administradores de TI maximizar el uso de los recursos gráficos.
- Soporte para aplicaciones de realidad virtual: las tarjetas gráficas NVIDIA GRID son compatibles con aplicaciones de realidad virtual, lo que permite a los usuarios experimentar con contenido inmersivo de alta calidad.
- Escalabilidad: las tarjetas gráficas NVIDIA GRID son escalables, lo que permite a los administradores de TI agregar o quitar tarjetas gráficas según sea necesario para adaptarse a los cambios en la demanda de recursos gráficos.
- Virtualización de alta calidad: las tarjetas gráficas NVIDIA GRID utilizan tecnología de virtualización de tarjetas gráficas de alta calidad para garantizar que los usuarios finales reciban un rendimiento gráfico similar al de un escritorio local.

## Chipsets para placas bases

### nForce
nForce es una serie de chipsets para placas base desarrollados por NVIDIA. Fue uno de los primeros chipsets para procesadores Intel y AMD y ofrece una amplia gama de características y funciones.
Entre las características de nForce se incluyen:
- Soporte para diferentes tipos de procesadores, incluyendo Intel Pentium y AMD Athlon
- Controladores de almacenamiento integrados para SATA y IDE
- Interfaz de red Gigabit Ethernet
- Soporte para audio de alta calidad y expansión FireWire
- Controladores USB 2.0.

nForce fue uno de los primeros chipsets en ofrecer estas características y fue ampliamente utilizado en placas base durante la primera década del siglo XXI. Sin embargo, con el tiempo, NVIDIA abandonó el desarrollo de chipsets y se enfocó en otras áreas, como las tarjetas gráficas.

## Chips para dispositivos móviles

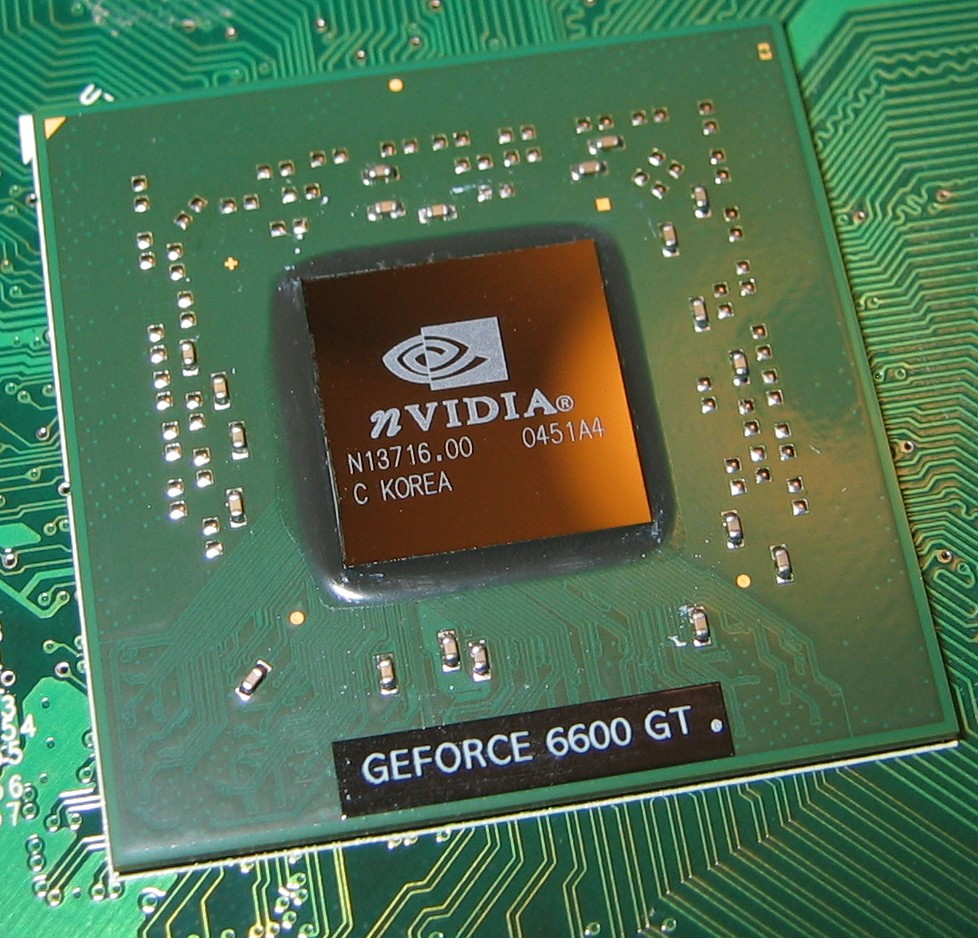
6600GT GPU

### GoForce
NVIDIA GoForce es una serie de procesadores gráficos creados especialmente para dispositivos móviles (PDA, smartphones y teléfonos móviles). Incluyen la tecnología nPower para un uso eficiente de energía.

### Tegra
NVIDIA Tegra es un system on a chip para dispositivos móviles como smartphones, tabletas, asistentes digitales personales, dispositivos móviles y de Internet. Tegra integra la arquitectura de procesadores ARM, GPU, northbridge, southbridge, y controlador de memoria en un solo paquete. La serie enfatiza el consumo de baja potencia y alto rendimiento para la reproducción de audio y video. Este chip lo usan dispositivos portátiles como la NVIDIA Shield o la Nintendo Switch (Tegra X1).

## Soporte de software de código abierto
Hasta el 23 de septiembre de 2013, NVIDIA no había publicado ninguna documentación para su hardware avanzado, lo que significa que los programadores no podían escribir un controlador de dispositivo gratuito y de código abierto para sus productos sin recurrir a la ingeniería inversa (sala limpia).
En cambio, NVIDIA proporciona sus propios controladores de gráficos GeForce binarios para X.Org y una biblioteca de código abierto que interactúa con los kernels de Linux, FreeBSD o Solaris y el software de gráficos patentado. NVIDIA también proporcionó, pero dejó de admitir, un controlador ofuscado de código abierto que solo admite aceleración de hardware bidimensional y se envía con la distribución X.Org.
La naturaleza propietaria de los controladores de NVIDIA ha generado insatisfacción en las comunidades de software libre. Algunos usuarios de Linux y BSD insisten en usar solo controladores de código abierto y consideran inadecuada la insistencia de NVIDIA en proporcionar nada más que un controlador solo binario, dado que los fabricantes de la competencia como Intel ofrecen soporte y documentación para desarrolladores de código abierto y otros ( como AMD) publican documentación parcial y proporcionan algo de desarrollo activo.
Debido a la naturaleza cerrada de los controladores, las tarjetas de video de NVIDIA no pueden ofrecer funciones adecuadas en algunas plataformas y arquitecturas, dado que la empresa solo ofrece compilaciones de controladores x86/x64 y ARMv7-A. Como resultado, no existe soporte para aceleración de gráficos 3D en Linux en PowerPC, ni soporte para Linux en la consola PlayStation 3 restringida por hipervisor.
Algunos usuarios afirman que los controladores Linux de NVIDIA imponen restricciones artificiales, como limitar la cantidad de monitores que se pueden usar al mismo tiempo, pero la empresa no se ha pronunciado sobre estas acusaciones.
En 2014, con las GPU Maxwell, NVIDIA comenzó a requerir firmware para desbloquear todas las funciones de sus tarjetas gráficas. Hasta ahora, este estado no ha cambiado y dificulta la escritura de controladores de código abierto.
El 12 de mayo de 2022, NVIDIA anunció que estaban abriendo sus controladores de kernel de GPU. Todavía mantienen utilidades de código cerrado para usuarios, lo que hace que los usuarios sigan dependiendo de su software propietario.

## Inteligencia artificial

### GauGAN
GauGAN es una herramienta con la que se pueden crear paisajes falsos partiendo de un boceto.
Este software hace uso de una red de confrontación generativa (GAN), basado en una técnica denominada "normalización espacialmente adaptativa" que es capaz de generar imágenes realistas a partir de un determinado diseño semántico, controlado por el usuario con el uso de un programa de edición de imágenes, donde cada color actúa como representación de un tipo de objeto, material o ambiente.

### StyleGAN
StyleGAN es una red de confrontación generativa (GAN) capaz de generar rostros de personas inexistentes a partir de un motor que funciona con un algoritmo de tecnología IA.

### DIB-R
DIB-R es un Render que emplea la tecnología Machine Learning para crear modelos en tres dimensiones (3D) a partir de una imagen convencional en dos dimensiones (2D). Utiliza una arquitectura de codificador-decodificador, basada en una red neuronal que convierte las fotografías en 2D en un mapa de características o en un vector, permitiendo así que DIB-R prevea la forma, el color, la textura y la iluminación de la imagen.
DIB-R ha sido entrenado con varios conjuntos de datos, haciendo uso de la unidad de procesamiento gráfico GPU NVIDIA V100 la que ha permitido la creación de un objeto en tres dimensiones a partir de una fotografía en menos de 100 milisegundos.